# 埃斯特雷图
埃斯特雷图是巴西马拉尼昂州的一个市镇。总面积2718.96平方公里，总人口26300人，人口密度9.7人/平方公里。